# Pseudocoremia astrapia
Pseudocoremia astrapia är en fjärilsart som beskrevs av Edward Meyrick 1889. Pseudocoremia astrapia ingår i släktet Pseudocoremia och familjen mätare. Inga underarter finns listade i Catalogue of Life.